# Атанас Драгиев
Вижте пояснителната страница за други личности с името Атанас Атанасов.
Атанас Драгиев Атанасов е български офицер, генерал-майор от пехотата и политик от политически кръг Звено. Участник в Балканската (1912 – 1913) и Междусъюзническата война (1913), командир на рота от 55-и пехотен полк през Първата световна война (1915 – 1918), командир на 12-и пехотен балкански полк (1928) и на 2-ра пехотна тракийска дивизия (1934 – 1935).

## Биография
Атанас Драгиев е роден е на 15 август 1886 г. в град Казанлък. На 19 септември 1906 г. завършва Военното на Негово Княжеско Височество училище и е произведен в чин подпоручик. На 22 септември 1909 г. е произведен в чин поручик. Взема участие в Балканската (1912 – 1913) и Междусъюзническата война (1913), като на 2 август 1913 г. е произведен в чин капитан.
През Първата световна война (1915 – 1918) капитан Драгиев е командир на рота от 55-и пехотен полк, за която служба съгласно заповед № 355 от 1921 г. по Министерството на войната „за отличия и заслуги през втория период на войната“ е награден с Военен орден „За храброст“ IV степен 2 клас. На 20 юли 1917 г. е произведен в чин майор.
На 28 август 1920 г. е произведен в чин подполковник, като в периода от 1906 до 1923 г. служи в 23-ти пехотен шипченски полк, Военното училище и 8-а пехотна допълваща част. През 1923 г. е назначен за командир на 3-то депо, като същата година е назначен за командир на 8-о депо. През 1924 г. е назначен за командир на 10-а пехотна родопска дружина, след което от 1926 г. служи в 8-и пехотен приморски полк.
На 9 март 1928 г. подполковник Драгиев поема командването на 12-и пехотен балкански полк, на която длъжност е до 30 април 1928. През 1929 г. е назначен на служба в 4-ти пограничен сектор, през 1928 г. е произведен в чин полковник. На 15 декември 1929 г., когато полковник Драгиев е командващ на Кърджалиския гарнизон е избран за председател на новосформираното Историко-археологическото дружество „Устра“.
От 1931 г. служи в 10-и пехотен родопски полк. През 1934 г. полковник Атанас Драгиев е назначен за командир на 2-ра пехотна тракийска дивизия, на която служба е до 1935 г., когато е произведен в чин генерал-майор и уволнен от служба.

### Политическа дейност
През 1923 г. подполковник Драгиев става член на Военния съюз, а после и на политически кръг Звено. Председателят на Военния съюз полковник Виктор Найденов при успешен преврат обмисля като втори вариант (след полковник Владимир Заимов) за министър на войната, да бъде назначен именно полковник Атанас Драгиев. Бил е народен представител в 26 Обикновено и I обикновено народно събрание. Отделно е бил подпредседател на VI ВНС.

## Семейство
Атанас Драгиев е женен и има 2 деца.

## Военни звания
- Подпоручик (19 септември 1906)
- Поручик (22 септември 1909)
- Капитан (2 август 1913)
- Майор (20 юли 1917)
- Подполковник (28 август 1920)
- Полковник (1928)
- Генерал-майор (1935)

## Награди
- Военен орден „За храброст“ IV степен 2 клас (1921)

## Образование
- Военно на Негово Величество училище (до 1906)